# Johann Sebastian Koch
Johann Sebastian Koch (* 16. Juni 1689 in Ammern (Unstruttal); † 17. Januar 1757 in Schleiz) war ein deutscher Sänger.

## Leben
Koch war von 1708 bis 1710 einer der ersten Schüler Johann Sebastian Bachs in Mühlhausen. 
Im April 1711 schrieb er sich an der Universität Jena ein. Schon im folgenden Jahr wechselte er als Sänger und Kantor an die Hofkapelle in Schleiz. 1727 wurde er daselbst zum Hofkapellmeister ernannt.